# Coscinia ribbei
Coscinia ribbei är en fjärilsart som beskrevs av Max Wilhelm Karl Draudt 1931. Coscinia ribbei ingår i släktet Coscinia och familjen björnspinnare. Inga underarter finns listade i Catalogue of Life.